# China Mobile
China Mobile Limited (Förenklade kinesiska tecken: 中国移动通信, traditionella kinesiska tecken: 中國移動通信, pinyin: Zhōngguó Yídòng Tōngxìn), är Kinas största telekommunikationsföretag, sett till antal kunder. Bolaget har över 700 miljoner mobilabonnemang i drift, vilket gör operatören till världens största. För året 2007 omsatte bolaget 357 miljarder RMB, motsvarande 346 miljarder svenska kronor vid växelkursen 1 RMB = 0,968 SEK.

## Historia
China Mobile grundades den 3 september 1997 under namnet China Telecom (Hong Kong) Limited. 28 juni 2000 ändrades namnet till China Mobile (Hong Kong) Limited för att den 29 maj 2006 ändras till China Mobile Limited. Den 22 oktober och 23 oktober 1997 börsnoterades företags aktier i New York på New York Stock Exchange och i Hongkong. Per den 31 december 2007 ägdes China Mobile till 25,67 procent (källa) av allmänheten.
Antalet mobilabonnemang har växt lavinartat. I slutet av år 2006 hade operatören över 300 miljoner abonnenter och i maj 2008 hade antalet abonnenter ökat till över 400 miljoner. I augusti 2009 hade operatören för första gången över 500 miljoner abonnenter.
I maj 2008 breddade operatören sitt utbud till att även erbjuda bredbandsuppkopplingar med ADSL-tekniken via köpet av China Tietong.

## Produkter och tjänster

### Bredband
I maj 2008 köpte China Mobile upp ADSL-operatören China Tietong.

### Mobilt bredband
China Mobile har utvecklat en egen 4G-standard vid namn TD-LTE.

### Mobiltelefoni
China Mobile har ett GSM-nät med paketdatabärarna GPRS och EDGE. Detta nät täckte den 31 december 2007 31 provinser och andra enheter på provinsnivå. Operatören hade vid 31 december 2007 roamingavtal med 231 länder och regioner inom GSM och med 161 länder och regioner inom GPRS.
Under år 2008 har bolaget haft försöksverksamheter med en alternativ 3G-standard som går under beteckningen TD-SCDMA (Time Division-Synchronous Code Division Multiple Access). I början av år 2009 tilldelades operatören en licens för att bygga och driva ett nationellt TD-SCDMA-nät.

#### Antal mobilkunder
I slutet av mars 2011 fick operatören sin 600-miljonte abonnent. I augusti 2009 passerades 500 miljoner mobilkunder. I maj 2008 passerades 400 miljoner mobilkunder, varav merparten använder kontantkort. Under år 2008 har det tillkommit över 7 miljoner nya abonnenter varje månad till och med augusti.

### Milstolpar
- (maj 2023: 983 miljoner abonnenter)
- 950 miljoner abonnenter: december 2019
- 900 miljoner abonnenter: maj 2018
- 800 miljoner abonnenter: oktober 2014
- 700 miljoner abonnenter: oktober 2012
- 600 miljoner abonnenter: mars 2011
- 500 miljoner abonnenter: augusti 2009
- 400 miljoner abonnenter: maj 2008
- 300 miljoner abonnenter: december 2006
- 200 miljoner abonnenter: november 2004
- 100 miljoner abonnenter: juli 2002

#### 2012
| Datum (2012) | Antal abonnenter (GSM + TD-SCDMA) | ...varav 3G (TD-SCDMA) | Ändring, 1 månad (Totalt) | Ändring, sedan nyår (Totalt) |
| ------------ | --------------------------------- | ---------------------- | ------------------------- | ---------------------------- |
| 31 december  |                                   |                        |                           |                              |
| 30 november  |                                   |                        |                           |                              |
| 31 oktober   | 703,468 miljoner                  | 79 312 000             | +4,960 miljoner           | +53,900 miljoner             |
| 30 september | 698,508 miljoner                  | 75 595 000             | +5,431 miljoner           | +48,940 miljoner             |
| 31 augusti   | 693,077 miljoner                  | 72 140 000             | +5,122 miljoner           | +43,509 miljoner             |
| 31 juli      | 687,955 miljoner                  | 68 980 000             | +4,879 miljoner           | +38,387 miljoner             |
| 30 juni      | 683,076 miljoner                  | 67 079 000             | +5,589 miljoner           | +33,508 miljoner             |
| 31 maj       | 677,487 miljoner                  | 64 262 000             | +5,011 miljoner           | +27,919 miljoner             |
| 30 april     | 672,476 miljoner                  | 61 870 000             | +5,281 miljoner           | +22,908 miljoner             |
| 31 mars      | 667,195 miljoner                  | 59 563 000             | +5,798 miljoner           | +17,627 miljoner             |
| 28 februari  | 661,397 miljoner                  | 56 588 000             | +5,961 miljoner           | +11,829 miljoner             |
| 31 januari   | 655,436 miljoner                  | 53 942 000             | +5,868 miljoner           | +5,868 miljoner              |

#### 2011
| Datum (2011) | Antal abonnenter (GSM + TD-SCDMA) | ...varav 3G (TD-SCDMA) | Ändring, 1 månad (Totalt) | Ändring, sedan nyår (Totalt) |
| ------------ | --------------------------------- | ---------------------- | ------------------------- | ---------------------------- |
| 31 december  | 649,568 miljoner                  | 51 212 000             | +5,249 miljoner           | +65,551 miljoner             |
| 30 november  | 644,319 miljoner                  | 48 007 000             | +5,430 miljoner           | +30,302 miljoner             |
| 31 oktober   | 638,889 miljoner                  | 45 328 000             | +5,372 miljoner           | +54,872 miljoner             |
| 30 september | 633,517 miljoner                  | 43 161 000             | +5,889 miljoner           | +49,500 miljoner             |
| 31 augusti   | 627 628 miljoner                  | 40 318 000             | +5,777 miljoner           | +43,611 miljoner             |
| 31 juli      | 621,851 miljoner                  | 37 597 000             | +5,064 miljoner           | +37,834 miljoner             |
| 30 juni      | 616,787 miljoner                  | 35 027 000             | +5,617 miljoner           | +32,770 miljoner             |
| 31 maj       | 611,170 miljoner                  | 31 998 000             | +5,020 miljoner           | +27,153 miljoner             |
| 30 april     | 606,150 miljoner                  | 29 382 000             | +5,309 miljoner           | +22,133 miljoner             |
| 31 mars      | 600,841 miljoner                  | 26 992 000             | +5,910 miljoner           | +16,824 miljoner             |
| 28 februari  | 594,931 miljoner                  | 24 547 000             | +5,651 miljoner           | +10,914 miljoner             |
| 31 januari   | 589,280 miljoner                  | 22 633 000             | +5,263 miljoner           | +5,263 miljoner              |

#### 2010
| Datum (2010) | Antal abonnenter (GSM + TD-SCDMA) | ...varav 3G (TD-SCDMA) | Ändring, 1 månad (Totalt) | Ändring, sedan nyår (Totalt) |
| ------------ | --------------------------------- | ---------------------- | ------------------------- | ---------------------------- |
| 31 december  | 584,017 miljoner                  | 20 702 000             | +4,378 miljoner           | +61,734 miljoner             |
| 30 november  | 579,639 miljoner                  | 18 835 000             | +4,623 miljoner           | +57,356 miljoner             |
| 31 oktober   | 575,016 miljoner                  | 16 981 000             | +5,259 miljoner           | +52,733 miljoner             |
| 30 september | 569,757 miljoner                  | 15 279 000             | +5,401 miljoner           | +47,474 miljoner             |
| 31 augusti   | 564,356 miljoner                  | 13 419 000             | +5,428 miljoner           | +42,073 miljoner             |
| 31 juli      | 558,928 miljoner                  | 11 834 000             | +4,886 miljoner           | +36,645 miljoner             |
| 30 juni      | 554,042 miljoner                  | 10 461 000             | +5,060 miljoner           | +31,759 miljoner             |
| 31 maj       | 548,982 miljoner                  | 9 320 000              | +4,769 miljoner           | +26,699 miljoner             |
| 30 april     | 544,213 miljoner                  | 8 403 000              | +5,326 miljoner           | +21,930 miljoner             |
| 31 mars      | 538,887 miljoner                  | 7 690 000              | +5,971 miljoner           | +16,604 miljoner             |
| 28 februari  | 532,916 miljoner                  | 4 280 000              | +5,518 miljoner           | +10,633 miljoner             |
| 31 januari   | 527,398 miljoner                  | 3 898 000              | +5,115 miljoner           | +5,115 miljoner              |

#### 2009
| Datum (2009) | Antal abonnenter (GSM + TD-SCDMA) | ...varav 3G (TD-SCDMA) | Ändring, 1 månad (Totalt) | Ändring, sedan nyår (Totalt) |
| ------------ | --------------------------------- | ---------------------- | ------------------------- | ---------------------------- |
| 31 december  | 522,283 miljoner                  | 3 408 000              | +4,238 miljoner           | +65,033 miljoner             |
| 30 november  | 518,045 miljoner                  | 2 976 000              |                           |                              |
| 31 oktober   | 513,466 miljoner                  | 2 309 000              |                           |                              |
| 30 september | 508,367 miljoner                  | 1 655 000              |                           |                              |
| 31 augusti   | 502,936 miljoner                  | 1 327 000              |                           |                              |
| 31 juli      | 497,677 miljoner                  | 1 088 000              |                           |                              |
| 30 juni      | 493,124 miljoner                  | 959 000                |                           |                              |
| 31 maj       | 488,105 miljoner                  | 746 000                |                           |                              |
| 30 april     | 482,987 miljoner                  | 514 000                |                           |                              |
| 31 mars      | 477,164 miljoner                  | 366 000                | +6,493 miljoner           | +19,914 miljoner             |
| 28 februari  | 470,671 miljoner                  | 268 000                | +6,751 miljoner           | +13,421 miljoner             |
| 31 januari   | 463,920 miljoner                  | 226 000 (premiärmånad) | +6,670 miljoner           | +6,670 miljoner              |

#### 2008
- 31 december: 457,250 miljoner (+7,071 miljoner under månaden, 87,911 miljoner sedan nyår)
- 30 november: 450,179 miljoner (+6,870 miljoner under månaden, 80,840 miljoner sedan nyår)
- 31 oktober: 443,309 miljoner (+7,194 miljoner under månaden, 73,970 miljoner sedan nyår)
- 30 september: 436,115 miljoner (+7,246 miljoner under månaden, 66,776 miljoner sedan nyår)
- 31 augusti: 428,869 miljoner (+7,175 miljoner under månaden, 59,530 miljoner sedan nyår)
- 31 juli: 421,694 miljoner (+7,105 miljoner under månaden, 52,355 miljoner sedan nyår)
- 30 juni: 414,589 miljoner (+7,550 miljoner under månaden, 45,250 miljoner sedan nyår)
- 31 maj: 407,039 miljoner (+7,491 miljoner under månaden, 37,700 miljoner sedan nyår)
- 30 april: 399,548 miljoner (+7,411 miljoner under månaden, 30,209 miljoner sedan nyår)
- 31 mars: 392,137 miljoner (+7,783 miljoner under månaden, 22,798 miljoner sedan nyår)
- 29 februari: 384,354 miljoner (+7,971 miljoner under månaden, 15,015 miljoner sedan nyår)
- 31 januari: 376,383 miljoner (+7,044 miljoner under månaden, 7,044 miljoner sedan nyår)

#### 2007
(369,339 miljoner varav 69,844 miljoner kontrakt och 299,495 miljoner kontantkort)
- 31 december: 369,339 miljoner (+6,556 miljoner under månaden, 68,107 miljoner sedan nyår)
- 30 november: 362,783 miljoner (+ 6,517 miljoner under månaden, 61,551 miljoner sedan nyår)
- 31 oktober: 356,266 miljoner (+ 6,603 miljoner under månaden, 55,034 miljoner sedan nyår)
- 30 september: 349,663 miljoner (+ 6,103 miljoner under månaden, 48,431 miljoner sedan nyår)
- 31 augusti: 343,560 miljoner (+ 5,586 miljoner under månaden, 42,328 miljoner sedan nyår)
- 31 juli: 337,974 miljoner (+ 5,596 miljoner under månaden, 36,742 miljoner sedan nyår)
- 30 juni: 332,378 miljoner (+ 5,526 miljoner under månaden, 31,146 miljoner sedan nyår)
- 31 maj: 326,852 miljoner (+ 5,456 miljoner under månaden, 25,620 miljoner sedan nyår)
- 30 april: 321,396 miljoner (+ 5,276 miljoner under månaden, 20,164 miljoner sedan nyår)
- 31 mars: 316,120 miljoner (+ 5,124 miljoner under månaden, 14,888 miljoner sedan nyår)
- 28 februari: 310,996 miljoner (+ 4,905 miljoner under månaden, 9,764 miljoner sedan nyår)
- 31 januari: 306,091 miljoner (+4,859 miljoner under månaden, 4,859 miljoner sedan nyår)

#### Tidigare år
- 2006: (301,232 miljoner varav 65,269 miljoner kontrakt och 235,963 miljoner kontantkort)
- 2005:(246,652 miljoner varav 61,311 miljoner kontrakt och 185,341 miljoner kontantkort)
- 2004: (204,292 miljoner varav 59,887 miljoner kontrakt och 144,405 miljoner kontantkort)
- 2003: (141,616 miljoner varav 51,138 miljoner kontrakt och 90,478 miljoner kontantkort)
- 2002; (117,676 miljoner varav 49,024 miljoner kontrakt och 68,652 miljoner kontantkort)
- 2001: (21 dotterbolag) (69,266 miljoner varav 33,975 miljoner kontrakt och 35,291 miljoner kontantkort)
- 2000: (13 dotterbolag) (45,134 miljoner varav 32,4086 miljoner kontrakt och 12,7254 miljoner kontantkort)
- 1999: (6 dotterbolag) (15,621 miljoner totalt)
- 1998: (3 dotterbolag) (6,531 miljoner totalt)
- 1997: (2 dotterbolag) (3,405 miljoner totalt)